# Traité de désarmement sur le fond des mers et des océans
- Partie au traité
- Signataire
- Non partie au traité

Traité sur la non-prolifération des armes nucléaires (1968) Accord intérimaire relatif à certaines mesures concernant la limitation des armes offensives stratégiques (dit SALT I) (1971)
Le traité de désarmement sur le fond des mers et des océans vise à créer une zone exempte d'armes nucléaires dans les fonds marins. Son nom officiel est Traité interdisant de placer des armes nucléaires et d'autres armes de destruction massive sur le fond des mers et des océans ainsi que dans leur sous-sol. 
Il est signé à Londres, Moscou et Washington, le 11 février 1971 par les États-Unis, le Royaume-Uni, et l'URSS et entre en vigueur le 18 mai 1972.

## Dispositions du traité
Selon les dispositions du traité, les États parties « s'engagent à n'installer ou placer sur le fond des mers et des océans ou dans leur sous-sol, […], aucune arme nucléaire ou autre type d'arme de destruction massive, non plus qu'aucune construction, installation de lancement ou autre installation expressément conçue pour le stockage, les essais ou l'utilisation de telles armes ». La zone d'interdiction ne concerne pas les eaux territoriales (12 milles des côtes, mesurées selon la Convention sur la mer territoriale et la zone contiguë).

## Histoire
Le problème est évoqué par Malte en 1968. La Résolution 2340 est adoptée à l'Assemblée de l'ONU.
La France refuse de signer le traité, y voyant plusieurs imperfections mais surtout, que le texte ne permet pas une véritable politique de désarmement,.
Une conférence des parties se tient à Genève en 1977.

## États parties
| État                            | Date de signature | Date de ratification |
| ------------------------------- | ----------------- | -------------------- |
| Afghanistan                     | 22 avril 1971     | 18 mai 1972          |
| Afrique du Sud                  | 14 novembre 1973  | 14 novembre 1973     |
| Allemagne                       | 18 novembre 1975  | 18 novembre 1975     |
| Antigua-et-Barbuda              | 16 novembre 1988  | 1er novembre 1981    |
| Arabie saoudite                 | 23 juin 1972      | 23 juin 1972         |
| Argentine                       | 21 mars 1983      | 21 mars 1983         |
| Australie                       | 23 janvier 1973   | 23 janvier 1973      |
| Autriche                        | 10 août 1972      | 10 août 1972         |
| Bahamas                         | 7 juin 1989       | 7 juin 1989          |
| Biélorussie                     | 14 septembre 1971 | 18 mai 1972          |
| Belgique                        | 20 novembre 1972  | 20 novembre 1972     |
| Bénin                           | 19 juin 1986      | 19 juin 1986         |
| Bosnie-Herzégovine              | 15 août 1994      | 6 mars 1992          |
| Botswana                        | 10 novembre 1972  | 10 novembre 1972     |
| Brésil                          | 10 mai 1988       | 10 mai 1988          |
| Bulgarie                        | 16 avril 1971     | 18 mai 1972          |
| Canada                          | 17 mai 1972       | 18 mai 1972          |
| Cap-Vert                        | 24 octobre 1979   | 24 octobre 1979      |
| Chine                           | 28 février 1991   | 28 février 1991      |
| Chypre                          | 17 novembre 1971  | 18 mai 1972          |
| République du Congo             | 23 octobre 1978   | 23 octobre 1978      |
| Corée du Sud                    | 25 juin 1987      | 25 juin 1987         |
| Côte d'Ivoire                   | 14 janvier 1972   | 18 mai 1972          |
| Croatie                         | 12 juin 1993      | 8 octobre 1991       |
| Danemark                        | 15 juin 1971      | 18 mai 1972          |
| Espagne                         | 15 juillet 1987   | 15 juillet 1987      |
| États-Unis                      | 18 mai 1972       | 18 mai 1972          |
| Éthiopie                        | 12 juillet 1977   | 12 juillet 1977      |
| Finlande                        | 8 juin 1971       | 18 mai 1972          |
| Ghana                           | 9 août 1972       | 9 août 1972          |
| Grèce                           | 28 mai 1985       | 28 mai 1985          |
| Guatemala                       | 1er avril 1996    | 1er avril 1996       |
| Guinée-Bissau                   | 20 août 1976      | 20 août 1976         |
| Hongrie                         | 13 août 1971      | 18 mai 1972          |
| Îles Salomon                    | 17 juin 1981      | 7 juillet 1978       |
| Inde                            | 20 juillet 1973   | 20 juillet 1973      |
| Iran                            | 26 août 1971      | 18 mai 1972          |
| Irak                            | 13 septembre 1972 | 13 septembre 1972    |
| Irlande                         | 19 août 1971      | 18 mai 1972          |
| Islande                         | 30 mai 1972       | 30 mai 1972          |
| Italie                          | 3 septembre 1974  | 3 septembre 1974     |
| Jamaïque                        | 30 juillet 1986   | 30 juillet 1986      |
| Japon                           | 21 juin 1971      | 18 mai 1972          |
| Jordanie                        | 17 août 1971      | 18 mai 1972          |
| Laos                            | 19 octobre 1971   | 18 mai 1972          |
| Lesotho                         | 3 avril 1973      | 3 avril 1973         |
| Lettonie                        | 24 juin 1992      | 24 juin 1992         |
| Libye                           | 6 juillet 1990    | 6 juillet 1990       |
| Liechtenstein                   | 30 mai 1991       | 30 mai 1991          |
| Luxembourg                      | 11 novembre 1982  | 11 novembre 1982     |
| Malaisie                        | 21 juin 1972      | 21 juin 1972         |
| Malte                           | 4 mai 1971        | 18 mai 1972          |
| Maroc                           | 26 juillet 1971   | 18 mai 1972          |
| Maurice                         | 23 avril 1971     | 18 mai 1972          |
| Mexique                         | 23 mars 1984      | 23 mars 1984         |
| Mongolie                        | 8 octobre 1971    | 18 mai 1972          |
| Monténégro                      | 9 janvier 2007    | 3 juin 2006          |
| Népal                           | 6 juillet 1971    | 18 mai 1972          |
| Nicaragua                       | 7 février 1973    | 7 février 1973       |
| Niger                           | 9 août 1971       | 18 mai 1972          |
| Norvège                         | 28 juin 1971      | 18 mai 1972          |
| Nouvelle-Zélande                | 24 février 1972   | 18 mai 1972          |
| Panama                          | 20 mars 1974      | 20 mars 1974         |
| Pays-Bas                        | 14 janvier 1976   | 14 janvier 1976      |
| Antilles néerlandaises          | 14 janvier 1976   | 14 janvier 1976      |
| Aruba                           | 20 décembre 1985  | 1er janvier 1986     |
| Philippines                     | 5 novembre 1993   | 5 novembre 1993      |
| Pologne                         | 15 novembre 1971  | 18 mai 1972          |
| Portugal                        | 24 juin 1975      | 24 juin 1975         |
| Qatar                           | 12 novembre 1974  | 12 novembre 1974     |
| République centrafricaine       | 9 juillet 1981    | 9 juillet 1981       |
| République dominicaine          | 11 février 1972   | 18 mai 1972          |
| République tchèque              | 24 mars 1993      | 1er janvier 1993     |
| Roumanie                        | 10 juillet 1972   | 10 juillet 1972      |
| Royaume-Uni                     | 18 mai 1972       | 18 mai 1972          |
| Russie                          | 18 mai 1972       | 18 mai 1972          |
| Rwanda                          | 20 mai 1975       | 20 mai 1975          |
| Saint-Vincent-et-les-Grenadines | 13 mai 1999       | 27 octobre 1979      |
| Sao Tomé-et-Principe            | 24 août 1979      | 24 août 1979         |
| Serbie                          | 25 octobre 1973   | 25 octobre 1973      |
| Seychelles                      | 12 mars 1985      | 12 mars 1985         |
| Singapour                       | 10 septembre 1976 | 10 septembre 1976    |
| Slovaquie                       | 17 mai 1993       | 1er janvier 1993     |
| Slovénie                        | 7 avril 1992      | 25 juin 1991         |
| Suède                           | 28 avril 1972     | 18 mai 1972          |
| Suisse                          | 4 mai 1976        | 4 mai 1976           |
| Eswatini / Swaziland            | 9 août 1971       | 18 mai 1972          |
| Togo                            | 28 juin 1971      | 18 mai 1972          |
| Tunisie                         | 22 octobre 1971   | 18 mai 1972          |
| Turquie                         | 19 octobre 1972   | 19 octobre 1972      |
| Ukraine                         | 3 septembre 1971  | 18 mai 1972          |
| Viêt Nam                        | 20 juin 1980      | 20 juin 1980         |
| Yémen                           | 1er juin 1979     | 1er juin 1979        |
| Zambie                          | 9 octobre 1972    | 9 octobre 1972       |